# Mauro Leiva
Mauro Daniel Leiva (25 de mayo de 1995, Avellaneda, Argentina) es un futbolista que milita actualmente en Platense de la Liga Nacional de Honduras.

## Trayectoria

### Racing Club
Mauro Leiva nació en 25 de mayo de 1995 en Avellaneda, formado en la cantera ahora forma parte de plantel profesional de Racing Club. Debutó el 29/01/2016 en la victoria 3 a 1 ante Club Atlético Independiente.

### Arsenal de Sarandi
A mediados de 2016 pasa a préstamo por 1 año a Arsenal de Sarandi, con la intención de sumar minutos en Primera.